# Sismo do Afeganistão de junho de 2022
Um sismo de escala de magnitude de momento (MW) de 6,2 atingiu a Linha Durand, entre o Afeganistão e o Paquistão, em 22 de junho de 2022, às 01h24min36seg AFT (21 de junho de 2022, 20h54min36seg UTC). O sismo destruiu centenas de casas no Afeganistão. De acordo com o Serviço Geológico dos Estados Unidos, o sismo mediu 5,9 na escala de magnitude de momento e ocorreu a uma profundidade de 10 km (6,2 mi). Foi sentido nas partes do sul da Índia e na capital do Paquistão, Islamabad, na província oriental de Punjab e no Irã. Alguns fatores levaram a um número desproporcional de vítimas para o tamanho do choque, com pelo menos 1 193 mortos e 3 000 feridos.

## Configuração tectônica
Grande parte do Afeganistão está situada em uma ampla zona de deformação continental dentro da Placa Eurasiática. A atividade sísmica no Afeganistão é influenciada pela subducção da Placa Arábica a oeste e pela subducção oblíqua da Placa Indiana a leste. A taxa de subducção da Placa Indiana ao longo do limite convergente continental é estimada em 39 mm/ano ou superior. A transpressão devido à interação das placas está associada à alta sismicidade dentro da crosta rasa. A sismicidade é detectável a uma profundidade de 300 km (190 milhas) abaixo do Afeganistão devido à subducção de placas. A Falha de Chaman é uma grande falha transformante associada a grandes sismos rasos que formam o limite transpressional entre as placas da Eurásia e da Índia. Esta zona consiste em falhas de impulso e deslizamento sísmicas ativas. Este sismo está a cerca de 500 km (300 milhas) norte-nordeste de um sismo mortal de magnitude 6,4 que ocorreu em 10 de outubro de 2008 no oeste do Paquistão, que matou 215 pessoas e destruiu várias aldeias devido à deslizamentos de terra desencadeados.

## Sismo
O sismo foi o resultado de falhas rasas de deslizamento. Inicialmente relatado como um evento de magnitude 6,1 pelo USGS na profundidade de 51 quilômetros, foi posteriormente revisado para 5,9. O Serviço Geológico dos Estados Unidos disse que ocorreu ao longo de uma falha lateral esquerda ou falha lateral direita. O Observatório GEOSCOPE relatou o terremoto em uma magnitude de 6,2 MW a uma profundidade de 6 km (3,7 mi). A agência afirmou que propôs duas soluções de falhas. A primeira foi uma falha sul-sudoeste–nordeste, 70° oeste–noroeste mergulhando na falha lateral esquerda. Uma segunda solução está em uma falha com tendência oeste-noroeste–leste-sudeste, quase vertical e lateral direita. O Centro Sismológico Euro-Mediterrânico relatou a magnitude como 6,1 MW.

## Impacto

### Afeganistão
As autoridades confirmaram que o sismo resultou em um total de 1.000 mortes e 1.500 feridos. É o sismo mais mortal no Afeganistão em mais de 20 anos. As más práticas de construção e materiais de construção contribuíram para o alto número de mortos. Um sismólogo do USGS disse que sisml foi destrutivo devido à sua baixa profundidade de foco e epicentro em uma área densamente povoada e com risco de deslizamento de terra, onde os edifícios não são projetados para resistir ao tremor do solo. O chefe de uma organização de caridade disse que o número de mortos deve aumentar porque o terremoto afetou uma região longe de instalações médicas e ocorreu à noite, quando a maioria das pessoas dormia em suas casas.
Mais de 25 aldeias foram quase dizimadas. Escolas, hospitais, casas e mesquitas desabaram. Pelo menos 381 das mais de 1.000 mortes foram de Pakita. No entanto, não está claro se esses números foram confirmados pelo governo ou se houve mais mortes não registradas. Em uma aldeia, 17 membros de uma família morreram quando sua casa desabou, com apenas um membro sobrevivente. No distrito de Gayan de Pakita, aproximadamente 1 800 casas, ou 70% das casas do distrito, foram destruídas. O distrito de Spera de Khost sofreu a perda de 40 moradores e 95 ficaram feridos. Os feridos foram transportados para um hospital. Muitas casas construídas principalmente de madeira e barro foram arrasadas.
Inicialmente, a Bakhtar News Agency relatou um total de 280 mortes, incluindo 100 em Paktia, cinco em Nangarhar e 25 em Khost. 600 feridos também foram relatados pela agência.  Mais tarde, um funcionário do Taliban pediu às agências de ajuda humanitária que enviassem ajuda para a área para evitar mais catástrofes. Vários prédios de apartamentos nas províncias afetadas foram destruídos. O diretor-geral da Bakhtar News Agency twittou que mais de 90 casas foram destruídas em Paktika. Também ocorreram deslizamentos de terra, enterrando ou destruindo casas na província de Khost. De acordo com o site da EMSC, o tremor foi sentido a mais de 500 km de distância por pelo menos 119 milhões de pessoas.

### Paquistão
O sismo não resultou em danos graves no Paquistão. Em Lakki Marwat, Khyber Pakhtunkhwa, um jogador de futebol morreu quando um telhado caiu sobre ele. Casas de barro também foram danificadas. Em Islamabad e Peshawar, o tremor foi sentido, causando pânico entre os moradores. Também foi sentido em Punjab

## Resposta de emergência
O governo do Afeganistão lançou operações de resgate no país para evitar perdas futuras. As equipes de resgate estavam chegando de helicóptero. Autoridades disseram que o número de mortos pode aumentar à medida que os esforços de recuperação estão em andamento para localizar mais vítimas. Muitos moradores feridos foram transportados de helicóptero para longe da área devastada. Helicópteros também entregaram suprimentos médicos e alimentos para a região. Hasan Akhund, o primeiro-ministro do Afeganistão, disse que 1 bilhão de afeganes afegãos (cerca de US$ 11,3 milhões) foram alocados para atender as necessidades da população afetada. Ele também autorizou o transporte de itens de primeira necessidade para a região. Um líder de uma tribo de Paktika disse que muitos sobreviventes e equipes de resgate correram para atender os afetados. As empresas locais na área foram fechadas porque as pessoas foram ajudar as pessoas na área. Alguns sobreviventes teriam ficado presos sob os destroços desmoronados.
Lidar com desastres era uma luta para os serviços de emergência do Afeganistão mesmo antes da tomada do Talibã. O The Washington Post relata que, com muitas organizações internacionais de ajuda que fugiram do país depois que o governo anterior foi derrubado, os esforços de resgate provavelmente progredirão mais lentamente. Representa um desafio ao mesmo tempo em que o Afeganistão enfrenta inundações e uma crise econômica. Muitas nações impuseram sanções após a dominação do Talibã, especialmente no setor bancário, cortando o país de muita assistência internacional. A ajuda humanitária continua a ser disponibilizada por agências como as Nações Unidas. O Representante Especial da União Europeia para o Afeganistão disse que a União Europeia (UE) está "monitorando a situação" e está pronta para prestar assistência.
Um porta-voz pediu que as agências de ajuda forneçam suprimentos às vítimas para evitar uma "catástrofe humanitária". Autoridades paquistanesas não confirmaram nenhum dano no país. O chefe da Sociedade do Crescente Vermelho Iraniano disse que a organização está pronta para fornecer ajuda, assistência médica e esforços de resgate às partes afetadas. O Escritório das Nações Unidas para a Coordenação de Assuntos Humanitários respondeu em um tweet que eles "emitiriam uma atualização instantânea ainda hoje com mais detalhes sobre a situação e a resposta". O vice-representante especial do secretário-geral para o Afeganistão disse que está avaliando as necessidades dos afetados. A Sociedade do Crescente Vermelho Afegã trouxe cobertores, barracas e utensílios de cozinha para os moradores afetados.
Em uma atualização rápida, o OCHA disse que mais de 130 sobreviventes feridos foram levados para quatro hospitais. O Ministério da Defesa do Afeganistão afirmou que cinco helicópteros participaram dos esforços de evacuação em Pakita. Um grupo médico também foi enviado para o Distrito Gayan. A UNICEF disse que equipes de profissionais de saúde e nutrição foram designadas para trabalhar nos distritos de Gayan e Barmal, Pakita e Spera, Khost.